# You Turn Me On, I’m a Radio

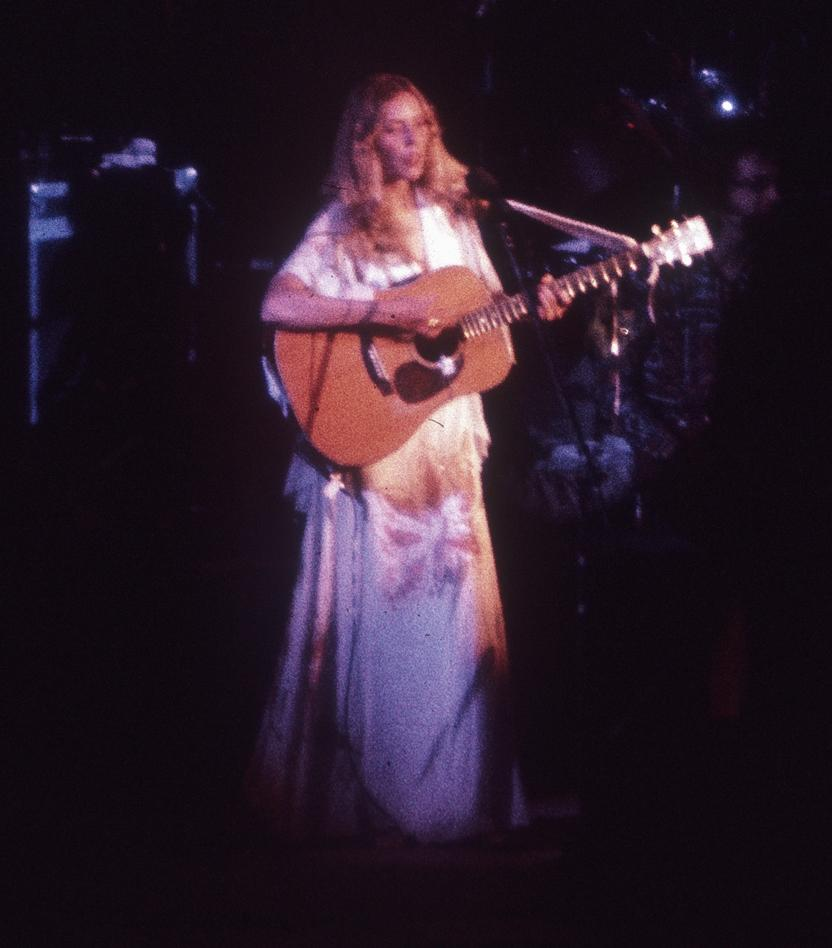
Joni Mitchell (1974)

You Turn Me On, I’m a Radio ist ein Lied von Joni Mitchell, das auf ihrem fünften Studioalbum For the Roses veröffentlicht wurde. Es erschien auch als Single.

## Hintergrund
Joni Mitchell schrieb den Song als Antwort auf den Wunsch ihrer Plattenfirma, einen Hit zu schreiben. In Zeilen wie "And I’m sending you out this signal here, I hope you can pick it up loud and clear" (Und ich sende dir dieses Signal hier, ich hoffe, du kannst es laut und deutlich empfangen) nahm Mitchell an, das Erwähnen von Radiothemen würde die Sender motivieren, das Lied zu spielen.
Das Lied wurde während der Vorbereitung von Mitchells fünftem  Studioalbum aufgenommen. Obwohl Graham Nash, David Crosby und Neil Young an der Aufnahmesession für den Song beteiligt waren, wurde nur der von Graham Nash gespielte Mundharmonika-Part übernommen.
Es war auch der Eröffnungssong ihres Live-Albums Miles Of Aisles.

## Erfolge
Der Song wurde Mitchells erster Top-Ten-Hit in Kanada und erreichte den zehnten Platz der RPM Top Singles-Charts. Die Single wurde auch ihr erster Top-40-Hit in den Vereinigten Staaten und erreichte Platz 25 der Billboard Hot 100.